# Bessingemordet
Bessingemordet var ett mord som ägde rum 28 november 1881 i byn Bessinge i Östra Sallerups socken, i nuvarande Hörby kommun.
Lantbrukaren Ola Månsson sköts på uppdrag av Månssons hustru Else Nilsdotter som hade ett förhållande med gårdens dräng Per Sjöstedt. Mordet utfördes av Pers morbror Jakob Eldh. 
Alla tre dömdes till döden, men innan avrättningen verkställdes begick Else Nilsdotter självmord i länscellfängelset i Malmö. Hennes kranium bevarades av Malmö museer fram till 2009 då det begravdes på kyrkogården i Östra Sallerup.
Jakob Eldh satt tjugosju år i fängelse och bosatte sig sedan i Gunnarp vid Södra Rörum. Per Sjöstedt avtjänade tjugosex år och bodde sedan i Bessinge resten av livet.

## Mordet i media
Mordet filmatiserades i avsnittet Bessingemordet i TV-serien Skånska mord. Else Nilsdotter spelades av Marianne Wesén och Per Sjöstedt av Mats Eklund.